# Großsteingrab Gadevang-Huse
Das Großsteingrab Gadevang-Huse (auch Gadesletten genannt) ist eine megalithische Grabanlage der jungsteinzeitlichen Nordgruppe der Trichterbecherkultur im Kirchspiel Nødebo in der dänischen Kommune Hillerød.

## Lage
Das Grab liegt nördlich von Gadevang im Südteil des Waldgebiets Gribskov. In der näheren Umgebung gibt bzw. gab es mehrere weitere megalithische Grabanlagen. 1 km nördlich liegt das Großsteingrab Sønder Gribskov, 1,1 km nördlich das Ganggrab „Mor Gribs Hule“.

## Forschungsgeschichte
Mitarbeiter des Dänischen Nationalmuseums führten im Jahr 1886 eine Dokumentation der Fundstelle durch.

## Beschreibung

### Architektur
Die Anlage besitzt eine ostnordost-westsüdwestlich orientierte ovale Hügelschüttung mit einer Länge von 7,9 m und einer Breite von 6 m. Der mittlere und westliche Teil des Hügels ist zerwühlt. Von der Umfassung des Hügels waren 1886 noch fünf Steine an der Nordseite erkennbar, heute sind es noch drei. Die ost-westlich orientierte Grabkammer ist als kleiner Dolmen anzusprechen. Sie hat eine Länge von 0,9 m, eine Breite von 0,5 m und eine Höhe von 0,6 m. Sie besteht aus jeweils einer Steinplatte an den Seiten und einem Deckstein.

### Funde
Im Westteil der Kammer wurden Bruchstücke eines menschlichen Schädels gefunden, im Osten weitere Knochenfragmente.